# 바가우다이

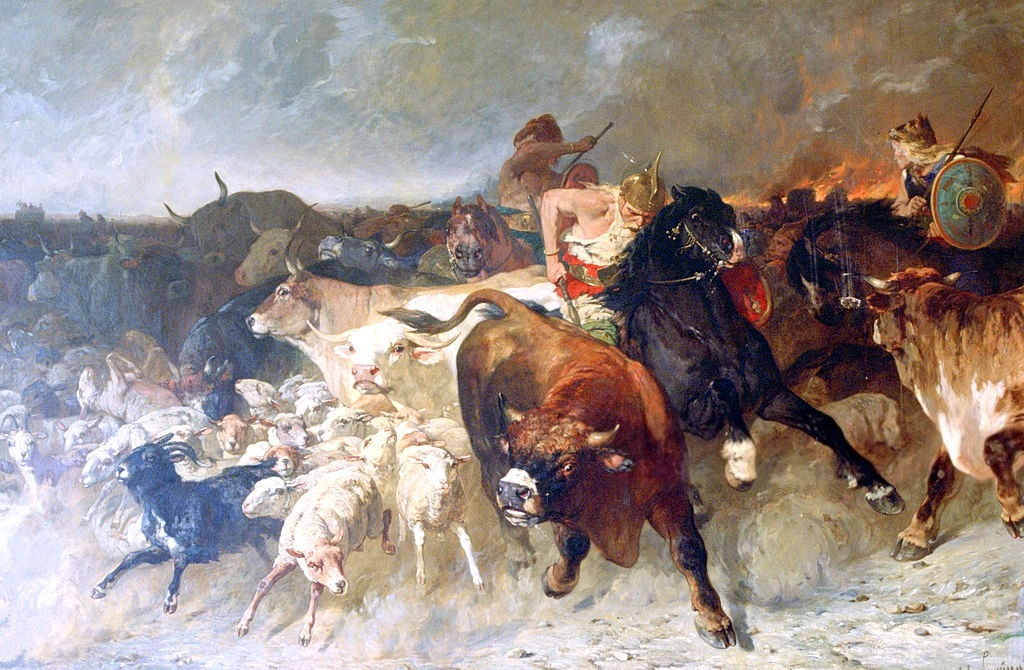

바가우다이(라틴어: Bacaudae)는 로마 제국 후기 3세기의 위기 때부터 서로마 제국 멸망 때까지 갈리아와 히스파니아에서 준동한 농민 반군이다.
바가우다이라는 말은 "싸우는 자(fighters)"를 의미하는 갈리아어에서 비롯되었을 것으로 추측된다. C.E.V. 닉슨은 로마 제정 당국의 입장에서 바가우다이는 “시골 지역을 돌아다니며 노략질을 하는 도적떼”라고 접근했다. J.C.S. 레온은 사료를 거의 완전히 취합하여 바가우다이는 빈곤의 나락에 떨어진 현지인 자유인(노예가 아닌) 농민들이 도적떼, 도망노예, 탈영 군단병들과 결합한 것으로 파악했다. 이들이 이런 반군 세력을 형성한 이유는 로마 말기의 원(原)봉건 경제의 무자비한 수탈과 착취, 군대의 압제, 제국 주변부에 매겨지는 모든 형태의 조세에 저항하기 위한 것이었다.
중앙 정계에서 바가우다이를 인지하기 시작한 것은 284년경이었고, 286년 당시 부제였던 막시미아누스와 그 부하였던 카라우시우스가 이를 진압했다. 이 때 바가우다이의 지도자는 아만두스(Amandus), 아엘리아누스(Aelianus)라고 기록되어 있다. 다만 E.M. 위트먼은 Gallia Belgica에서 이 두 사람은 갈로로마인 현지 지주이자 참주(정당성 없는 지배자; 이 맥락에서는 지방호족)로서, 중앙정부에서 파견된 관리가 자신들에게 조세를 매기고 토지를 압류해오자 반기를 든 것이라는 설을 제기했다.
289년경 클라우디우스 마메르티누스가 썼다는 『막시미아누스 찬사』에서 284년-285년의 바가우다이 봉기가 일어났던 것이 루그두눔(오늘날의 리옹)이라고 한다. 사실 바가우다이는 게르만족 헤룰리 부족과 유사성을 가지고 있었다. 마메르티누스는 바가우다이를 “두 형상의 괴물(라틴어: monstrorum biformium 몬스트로룸 비포르미움[*])이라고 했는데, 제국의 농부이자 시민이면서 동시에 부랑하고 약탈하며 제국의 적이 된 자들이라는 의미였다.
바가우다이는 4세기 중반 콘스탄티우스 2세 때 다시 발생하며, 마침 알레만니의 침공과 시기가 겹쳤다. 프랑크인 출신 장군 클라우디우스 실바누스가 이를 진압했지만, 경쟁자들에게 배반당한 실바누스는 황제를 참칭, 반란을 일으키면서 실바누스의 바가우다이 진압은 미완으로 남겨졌다. 360년경 섹스투스 아우렐리우스 빅토르는 바가우다이가 큰 읍락이나 성읍 주변부까지 공격해 왔음을 기록했다.
5세기의 바가우다이는 오늘날의 루아르 계곡과 브르타뉴에서 409년-417년경에 처음 발생했다. 서로마의 마지막 명장 플라비우스 아에티우스는 바가우다이 진압을 위한 군대를 여러 번 파견했다. 아에티우스는 아르모리카의 바가우다이를 진압하기 위해 알란인(당시 왕은 고아르) 같은 유목연맹체를 끌어들였다. 게르마누스 아우티시오도렌시스는 바가우다이에게 자비를 베풀었지만 바가우다이들은 티바토(Tibatto)라는 지도자 밑에서 재봉기했다. 같은 시기 마케도니아 속주에서도 바가우다이가 언급된다. 이것이 동로마에서의 유일한 바가우다이 발생 사례인데, 아르카디우스 치세의 경제적 곤란과 관련이 있을 것으로 보인다.
5세기 중반이 되면 갈리아 중부 일부 지역과 에브로 계곡이 바가우다이의 통제에 있다고 기록되어 있다. 히스파니아에서는 수에비 왕국의 레키아리우스가 바가우다이와 연합해서 그때까지 남아 있던 로마 도시들을 노략질했다. 이것은 게르만족 군주와 현지인 농민의 동맹이라는 점에서 특이한 사례다.
바가우다이에 대한 평가는 서로마 제국 말기와 중세를 어떻게 평가하는지에 따라 달라질 수밖에 없다. 일각에서는 바가우다이가 기독교 반란이었을 가능성을 제기하지만 사료상에 그것을 입증할 만한 물증은 없다. 다만 바가우다이 중 기독교도들이 포함되었을 가능성은 다분하다.
19세기 하반기에는 당대의 사회적 불안으로 인해 바가우다이에 대한 관심이 되살아났다. 프랑스 역사학자 장 트리테미에는 바가우다이에 대한 국민주의적 해석으로 유명하다. 그는 바가우다이가 로마의 압제가 무너지기를 희망한 갈리아인 농민들의 국민정체성 표현이었다고 주장했다. 그에 따르면 이는 "프랑스적" 가치인 자유, 평등, 우애의 통시적 영원성을 의미하는 것이다.
에드워드 아서 톰슨은 『과거와 현재』(1952년작)에서 이를 마르크스주의에서 말하는 계급투쟁의 일환으로 접근했다.

## 같이 보기
- 자크리의 난
- 민란
- 플레브스